# Berken
Berken (berndeutsch [bɛːrkχə]) ist eine Einwohnergemeinde im Schweizer Kanton Bern. Sie liegt im Verwaltungskreis Oberaargau.

## Geographie
Berken liegt auf 420 m ü. M., 6 km westlich der Stadt Langenthal (Luftlinie). Das Bauerndorf erstreckt sich in der Talniederung der Aare südlich des Flusses, im Oberaargau.
Die Fläche des 1,4 km² grossen Gemeindegebiets umfasst einen Abschnitt des nördlichen Berner Mittellandes. Die nördliche Gemeindegrenze bildet die Aare, die hier im Lauf der Zeit ein rund 30 m tiefes Tal in die Schotterebene eingegraben hat. Von der Aare erstreckt sich der Gemeindebann südwärts über die Niederterrasse (rund 420 m ü. M.) auf die deutlich abgegrenzte Hochterrasse (rund 445 m ü. M.). Die Hochterrasse wird untergliedert durch das Tälchen des Seebachs, des Abflusses aus dem Inkwilersee. Der südwestliche Gemeindeteil wird vom ausgedehnten Berkerwald eingenommen, in dem mit 458 m ü. M. der höchste Punkt von Berken erreicht wird. Von der Gemeindefläche entfielen 1997 11 % auf Siedlungen, 31 % auf Wald und Gehölze, 52 % auf Landwirtschaft, und etwas weniger als 6 % war unproduktives Land.
Berken besteht aus den Weilersiedlungen Unterberken (420 m ü. M.) und Christenhof (430 m ü. M.) in der Talniederung südlich der Aare sowie Oberberken (446 m ü. M.) auf der Hochterrasse westlich des Seebachtälchens. Nachbargemeinden von Berken sind Graben, Heimenhausen, Walliswil bei Wangen, Walliswil bei Niederbipp und Bannwil.

## Bevölkerung
Mit 46 Einwohnern (Stand 31. Dezember 2023) gehört Berken zu den kleinsten Gemeinden des Kantons Bern. Von den Bewohnern gaben im Jahr 2000 100 % Deutsch als Muttersprache an. Die Bevölkerungszahl von Berken belief sich 1850 auf 77 Einwohner, 1900 auf 114 Einwohner. Im Verlauf des 20. Jahrhunderts nahm die Bevölkerungszahl durch starke Abwanderung um mehr als 50 % ab.

## Wasserversorgung
Die Wasserversorgung ist Sache des Gemeindeverbandes Wasserversorgung an der untern Oenz (WVOe). Wie viele andere Wasserversorger hat auch die WVOe mit Chlorothalonil-Metaboliten zu kämpfen. Wasserproben aus dem Jahr 2019 zeigten gleich bei vier Trinkwasserfassungen des WVOe Überschreitungen der geltenden Höchstwerte. Infolge der Wärme und Trockenheit im Jahr 2019 wurden die Kunden im Juli desselben Jahres dazu aufgerufen, den Wasserverbrauch einzuschränken.

## Wirtschaft
Berken war bis in die zweite Hälfte des 20. Jahrhunderts ein vorwiegend durch die Landwirtschaft geprägtes Dorf. Noch heute haben der Ackerbau und die Milchwirtschaft sowie die Forstwirtschaft einen wichtigen Stellenwert in der Erwerbsstruktur der Bevölkerung. Weitere Arbeitsplätze sind im lokalen Kleingewerbe und im Dienstleistungssektor vorhanden. Östlich von Oberberken wird eine Kiesgrube ausgebeutet. Einige Erwerbstätige sind Wegpendler, die hauptsächlich in der Region Langenthal-Herzogenbuchsee arbeiten.

## Verkehr
Die Gemeinde liegt abseits der grösseren Durchgangsachsen an einer Verbindungsstrasse von Wangen an der Aare nach Langenthal. Berken besitzt auch einen Aareübergang. Der nächste Anschluss an die Autobahn A1 (Bern–Zürich) befindet sich rund 5 km vom Ortskern entfernt. Das Dorf hat keine Anbindung an das Netz des öffentlichen Verkehrs.

## Geschichte
Einzelne Funde aus dem Mesolithikum und dem Neolithikum belegen eine sehr frühe Besiedlung des heutigen Gemeindegebietes. Die älteste bekannte Erwähnung des Ortes stammt aus Urkunden von 1272, wo von Berinkon und Berinchoven die Rede ist. Spätere Namenformen sind etwa Berikofen (1358), Beronkon (1359), Berikon (1365) und Bercken (1432). Zugrunde liegt ein erschlossenes (das heisst nicht überliefertes) althochdeutsches Bëringhofen, was «bei den Höfen der Leute des Bero» bedeutet. Ortsnamen mit der Endung -iken, -ikon, -ikofen sind typisch für im 7. und 8. Jahrhundert gegründete alemannische Siedlungen.
Seit dem Mittelalter unterstand Berken der Herrschaft Aarwangen. Nachdem das Geschlecht der Herren von Aarwangen ausgestorben war, gelangte das Dorf 1341 an die Freiherren von Grünenberg (Melchnau), ebenfalls ein Dienstmannengeschlecht der Habsburger. Durch Kauf kam Berken 1432 unter Berner Herrschaft und wurde der Landvogtei Aarwangen zugeordnet. Nach dem Zusammenbruch des Ancien Régime (1798) gehörte Berken während der Helvetik zum Distrikt Wangen und ab 1803 zum Oberamt Wangen, das mit der neuen Kantonsverfassung von 1831 den Status eines Amtsbezirks erhielt. Berken besitzt kein eigenes Gotteshaus, es gehört zur Kirchgemeinde Herzogenbuchsee.

Historisches Luftbild aus 3000 m von Walter Mittelholzer von 1923